# پایگاه هوایی کازلو رودا
پایگاه هوایی کازلو رودا (به انگلیسی: Kazlų Rūda airbase) یک فرودگاه نظامی است که یک باند فرود بتن دارد و طول باند آن ۲۲۲۵ متر است. این فرودگاه در کشور لیتوانی قرار دارد و در ارتفاع ۷۴ متری از سطح دریا واقع شده‌است.